# Sydney White
Sydney White (ur. 30 listopada 1991 w Londynie) – brytyjska aktorka, występowała w roli Emmy w serialu Gdy zadzwoni dzwonek. Pracuje w Disney Channel UK. Brała udział w Igrzyskach Disney Channel 2007 w drużynie czerwonych.